# Matt McLean
Matt McLean (n. 13 mai 1988, Cleveland, Ohio, SUA) este un înotător ce a reprezentat Statele Unite ale Americii, medaliat olimpic. A participat la o ediție a Jocurilor Olimpice (2012) în care a câștigat două medalii de aur.